# Brighton Beach
Little Odessa
Pour le film de 1994, voir Little Odessa (film).
Brighton Beach est un quartier sur la péninsule de Coney Island à la pointe sud de l'arrondissement de Brooklyn dans la ville de New York. Il porte aussi le surnom de « Little Odessa » (« Petite Odessa ») en raison des Juifs odessites qui s'y sont regroupés.
De Manhattan, on y arrive après un voyage d'environ une heure par la ligne Q du métro. Les limites de Brighton Beach sont le quartier de Coney Island à l'Ouest, le quartier de Manhattan Beach à l'Est et l'océan Atlantique au Sud.
Brighton Beach est connu pour sa population partiellement russophone (principalement de Russie et d'Ukraine) et de confession juive ou chrétienne orthodoxe.

## Histoire

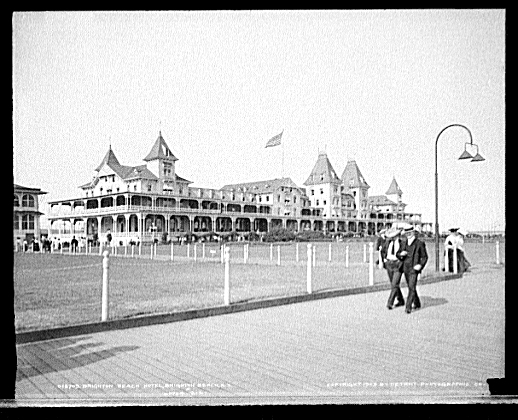
L'hôtel Brighton Beach, 1904.

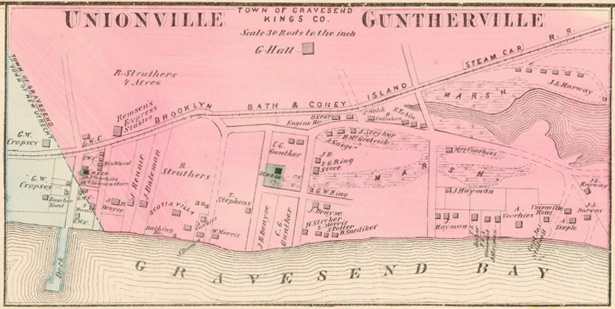
Carte de Brighton Beach en 1873.

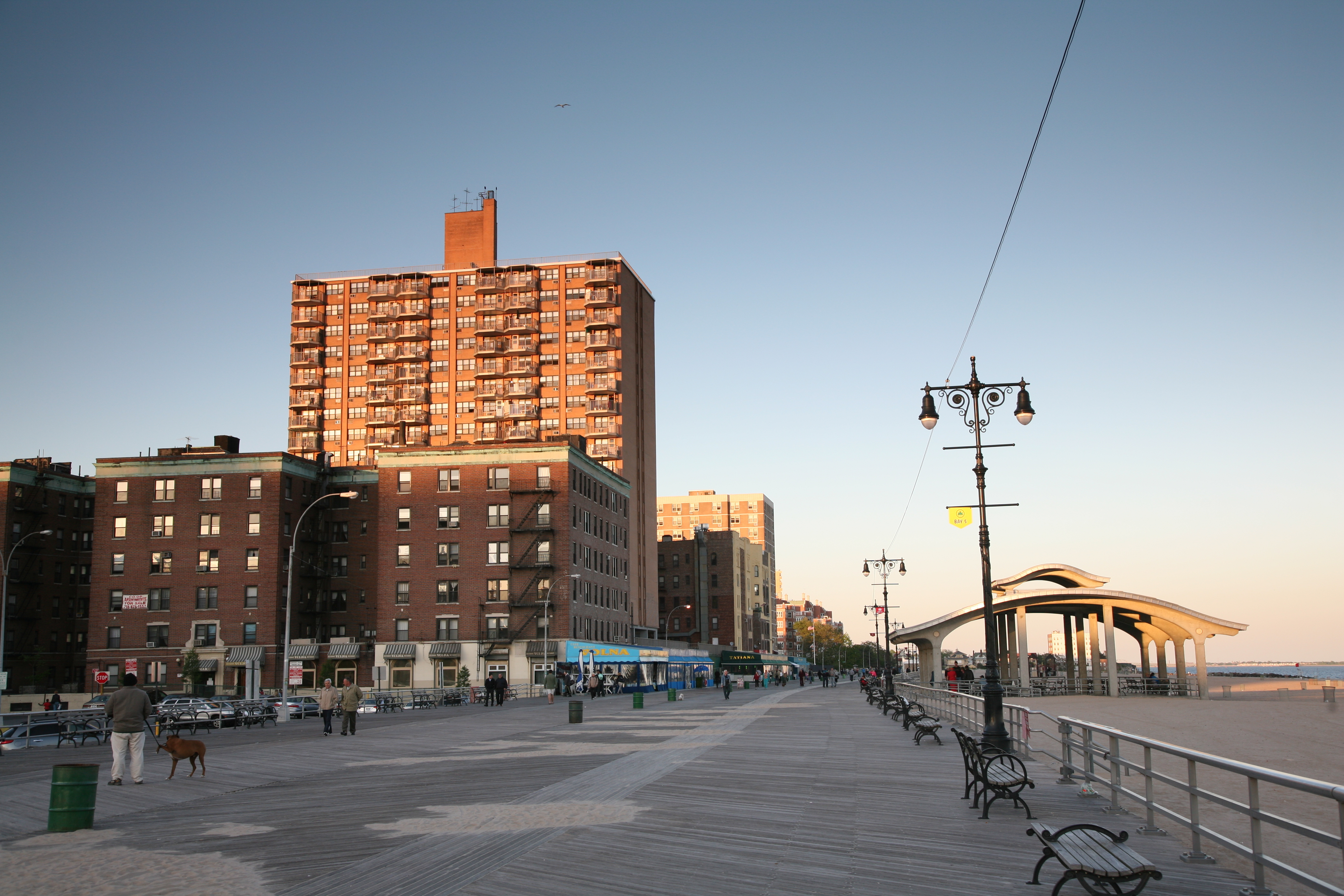
Boardwalk longeant la plage de Brighton Beach.

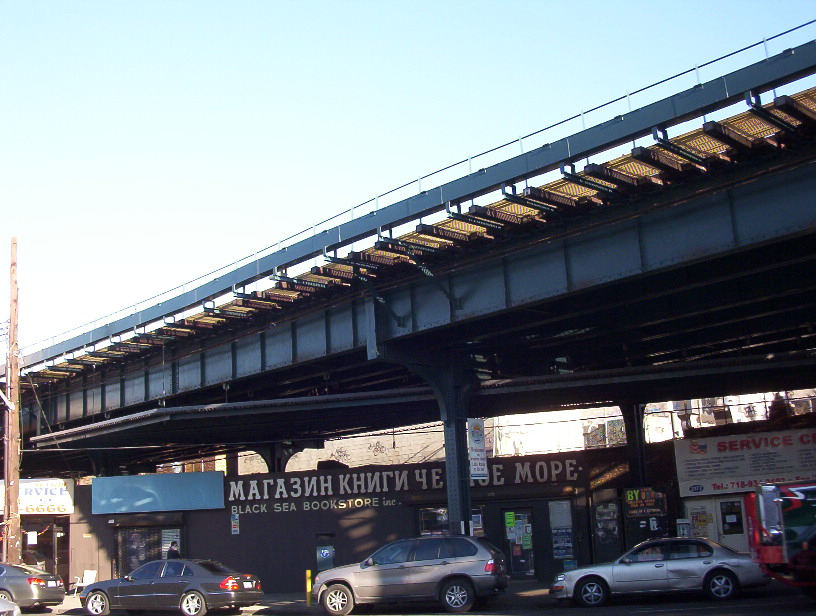
Une librairie russe (la « librairie de la mer Noire ») sous le métro aérien du quartier de Brighton Beach.

Brighton Beach était un lieu de villégiature qui s'est développé à partir de 1878. Il tire son nom de la célèbre station balnéaire de Brighton en Angleterre.
La « pièce maîtresse » du quartier est le « grand hotel Brighton » (ou Brighton Beach Hotel) situé sur la plage, au bout de ce qu'on appelle aujourd'hui la Coney Island Avenue et accessible par la ligne - Brooklyn, Flatbush et Coney Island - ouverte le 2 juillet 1878 et nommée plus tard BMT Brighton Line.
Le quartier résidentiel de Brighton Beach s'est considérablement densifié avec la transformation de la Brighton Beach railway en une ligne de transport rapide et faisant partie de la Division B du réseau métropolitain de la ville de New York.
Au début du XXe siècle, des Juifs d'Odessa, devenus une très importante communauté, après avoir subi les pogroms russes et les persécutions nazies, émigrèrent en grand nombre et se fixèrent à New York. Ils y trouvèrent un havre d’attache à Brighton Beach qui fut surnommée « Little Odessa » de ce fait (mais la légende locale affirme que ce serait en raison de la ressemblance entre les berges de la Lower New York Bay et les bords de la mer Noire).
Ainsi, cet endroit est devenu et deviendra le centre de l'immigration en provenance de l'Union soviétique. Dans les années 1970, les habitants de l'ex-Union soviétique se rendaient à Vienne puis choisissaient entre Israël et les États-Unis. On commençait ainsi à y trouver une nombreuse population russophone. Une autre vague migratoire correspond à la période de la perestroïka. Parfois passant par Israël, ils fuyaient déjà les conditions de vie précaires, l'absence de libertés civiles et la politique soviétique contre le « cosmopolitisme » supposé des Juifs. Après la dislocation de l'URSS beaucoup de Juifs russes fuirent un pays où les oligarques de la nomenklatura font peser tout le poids de la transition économique sur les plus humbles. Ainsi, depuis 1989, ce sont près de 600 000 Juifs russes qui quittèrent chaque année l'ex-Union soviétique pour gagner les États-Unis dans le cadre d'un programme d'immigration.
Ils ne quittèrent pas la Russie et l'Ukraine avec le statut de simples émigrants, mais, pour obtenir le statut de réfugié, ils durent démontrer qu'ils étaient forcés de partir en raison de persécutions politiques ou ethniques (antisémitisme, etc.). Aussi, dans cette masse de migrants, nombre de Russes et d'Ukrainiens chrétiens ou agnostiques se prétendirent juifs afin de bénéficier du « précieux sésame » et d'avoir l'opportunité de s'installer aux États-Unis. En plus de ces vagues migratoires contrôlées, beaucoup de Russes ont gagné clandestinement les États-Unis pour habiter principalement Little Odessa. Il y a aussi quelques autres quartiers russes à Brooklyn, plus spécialement Kings Highway et Sheepshead Bay.
Dans le cadre de ces migrations, des membres du crime organisé en ont profité pour gagner le nouveau continent. Lorsque la mafia russe débarque aux États-Unis dans les années 1970, elle fait de Brighton Beach son fief. La dislocation de l'URSS en 1991 a accentué cette immigration et favorisé l'implantation de gangs très puissants.
Aujourd'hui on y compte environ 150 000 habitants et on trouve des commerces, des restaurants, des synagogues, églises orthodoxe. Les magasins sont approvisionnés en produits typiquement russes : pirojki, pelmeni, kéfir, Ryajenka, glace plombir…
La proximité des plages et le fait que le quartier soit bien connecté, grâce au métro, sur le reste du réseau new-yorkais, fait de Brighton Beach un lieu particulièrement populaire, apprécié et régulièrement fréquenté le week-end par les habitants de New York. Vers la fin des années 1970 et au début des années 1980, on pouvait y assister aux curieuses gesticulations d'un amuseur public surnommé « Disco Freddy ».

## Démographie
| Groupe                           | Brighton Beach  | New York        |
| Non hispaniques                  | Non hispaniques | Non hispaniques |
| -------------------------------- | --------------- | --------------- |
| Blancs                           | 69,7            | 33,0            |
| Asiatiques                       | 12,9            | 12,6            |
| Afro-Américains                  | 1,0             | 22,8            |
| Autres                           | 0,6             | 1,0             |
| Métis                            | 1,2             | 1,8             |
| Hispaniques                      |                 |                 |
| Hispaniques et Latino-Américains | 14,6            | 28,6            |

69,5 % de la population de Brighton Beach est né à l'étranger.
Selon l'American Community Survey, pour la période 2010-2014, 50,7 % de la population âgée de plus de 5 ans déclare parler le russe à la maison, 15,4 % l'anglais, 11,3 % déclare parler l'espagnol, 4,0 % une langue chinoise et 18,8 % une autre langue.

## Hommages et références

### Cinéma
- Arnold Baskin a réalisé en 1979, un court métrage, également intitulé Brooklyn by the Sea (et dont la bande son est composée de la chanson du même nom de Mort Shuman) qui compile des images de toutes sortes de gens qui se prélassent sur la plage de Brighton Beach à la fin des années 1970, on y voit Disco Freddy exécutant un de ses « spectacles ».
- Little Odessa, premier long-métrage de James Gray, est situé à Brighton Beach.
- Le début du film Lord of War se déroule dans le quartier de Brighton Beach où les parents du personnage principal ont émigré depuis l'Ukraine soviétique en se faisant passer pour des Juifs.
- Le film Le Frère 2 de Alekseï Balabanov (2000), avec Sergueï Sergueïevitch Bodrov dans le rôle principal, comporte plusieurs scènes à Brighton Beach.
- Le film Anora de Sean Baker se déroule en grande partie dans le quartier de Brighton Beach et met en scène des acteurs russophones.
- Le fim Requiem For a Dream de Darren Aronofsky se déroule dans le quartier de Brighton Beach.

### Musique
- La chanson de Mort Shuman de 1972 intitulée Brooklyn by the Sea (paroles d'Étienne Roda-Gil) est dédiée aux habitants de Brighton Beach.
- Brighton Beach est une chanson de l'album Funeral Rave de Little Big.
- Le groupe de métal Type O Negative fait référence au quartier dans la chanson Kill You Tonight (Reprise).
- Brighton Beach est une chanson de l'album Angel Milk de Télépopmusik.
- La chanson Little Odessa, de Babx, figure dans son album Cristal ballroom.

### Jeux vidéo
- Le quartier apparaît dans les jeux vidéo Grand Theft Auto IV et Grand Theft Auto: Chinatown Wars sous le nom de Hove Beach.

## Éducation
- Département de l'Éducation de la ville de New York :
  - PS 225 Eileen E. Zaglin School[4]
  - PS 253 The Ezra Jack Keats International School
  - William E. Grady CTE High School (en)
- Bibliothèque publique de Brooklyn (Brighton Beach Library)[5]